# Psalmus Hungaricus (Kodály)
Kodály Zoltán Psalmus Hungaricus (magyarul: Magyar zsoltár) című művét Budapest Székesfőváros Tanácsa felkérésére komponálta Pest, Buda és Óbuda egyesítésének 50. évfordulójára. A mű szövegét Kecskeméti Vég Mihály Könyörgés hamis atyafiak ellen. Vigasztalódás Istenben. című zsoltárfordítása képezi, mely a zsoltárok könyvében szereplő 55. zsoltár (a héber számozásban az 54.) szabad fordítása. A mű egyszerre reflektál a Dávid korabeli eseményekre, a Kecskeméti Vég Mihály idejében zajló háborúkra, illetve az első világháború elvesztésére és Trianonra.

## Bemutatása
A mű bemutatójára 1923. november 19-én került sor a Pesti Vigadóban Pest, Buda és Óbuda 1873-as egyesítésének 50. évfordulója alkalmából. A koncerten a Psalmus Hungaricus mellett bemutatták Dohnányi Ernő Ünnepi nyitányát (Op. 31.) és Bartók Béla táncszvitjét (Sz. 77., BB 86a), de felcsendült Liszt Ferenc Magyar fantáziája (akkor még Magyar ábránd címmel) és Hector Berlioz Rákóczi-indulója is. A Palestrina Kórust Dohnányi Ernő vezényelte.

## Szerkezete
A zsoltárfordítás 22 versszakából Kodály csak 17-et használ fel. Az első versszakot többször, egyfajta refrénként alkalmazza. Bár a műfaj oratórium, az egész mű egy nagy rondótémára épül.
Az első tétel elején egy rövid zenekari előjátékot követően a kórusos bevezetője következik. A tenor monológját, ahogy a görög drámákból ismerős lehet, időnként megszakítják a kórus megjegyzései. Amikor a próféta az ártatlanok bukásáról énekel, akkor a női kar egy szokatlan lamentációval reagál. A drámai monológ, amelyet a tenor énekel, folytatódik majdnem a tétel fináléjáig, amikor a kórus kitör egy monumentális lezárásra.
A második tétel szünet nélkül (attacca) követi az elsőt, egy ellentétes, elmélkedő hangulattal, melyet klarinét és hegedű hosszú szólói, a hárfa és a vonósok csillogó pizzicato háttérzenéje jellemez. A tenor egy lírai, vágyakozó szólóval tér vissza, amely ötvözi a lelkesedést és a gyengédséget.
A záró tétel elsősorban a kórus harcias fellengzősségéről és dacolásáról szól. A mű egy csendes imával fejeződik be.
Bár Kodály soha nem idézi pontosan a magyar népdalokat a Psalmusban, a népi pentatonikus motívumokat plágális kadenciákkal ötvözi, ami ezt zeneművet intenzív nemzeti élménnyé teszi a magyarok nemzedékeinek számára. Kodály valódi mesterművét, a Psalmus Hungaricust ritkán adták elő vagy rögzítették Magyarországon kívül.

## Hatása
- Kecskeméten a Kossuth téren a zeneszerző születésének 125. évfordulója alkalmából felavatták Szemők Zsuzsa Psalmus Hungaricus című szobrát.
- Az M4-es metró Kálvin téri állomásán a mű kottájának és szövegének egy-egy részletét ábrázoló hatalmas mozaikborításokat alkottak.

## Hangszerelése
1 tenor, vegyes kar, gyermek[[kórus] (tetszés szerint), orgona, 3 fuvola, 2 oboa, 2 klarinét, 2 fagott, 4 kürt, 3 trombita, 3 harsona, üstdob, hárfa és vonós hangszerek.
Előadása – a tempóválasztástól függően – körülbelül 23 percet vesz igénybe.

## Szövege
| Mikoron Dávid nagy búsultában, Baráti miatt volna bánatban, Panaszolkodván nagy haragjában, Illyen könyörgést kezde ő magában. Istenem Uram, kérlek tégedet, Fordítsad rám szent szemeidet, Nagy szükségemben ne hagyj engemet, Mert megemészti nagy bánat szívemet. Csak sírok, rívok nagy nyavalyámban, Elfogyatkoztam gondolatimban, Megkeseredtem nagy búsultomban, Ellenségemre való haragomban. Hogyha énnékem szárnyam lett volna, Mint az galamb, elröpültem volna. Hogyha az Isten engedte volna, Innét én régen elfutottam volna. Akarok inkább pusztában laknom, Vadon erdőben széjjelbujdosnom, Hogynem mint azok között lakoznom, Kik igazságot nem hagynak szólanom. Éjjel és nappal azon forgódnak, Engem mi módon megfoghassanak, Beszédem miatt vádolhassanak, Hogy fogságomon ők vigadhassanak. Egész ez város rakva haraggal, Egymásra való nagy bosszúsággal, Elhíresedett az gazdagsággal, Hozzá fogható nincsen álnoksággal. Gyakorta köztük gyűlések vannak, Özvegyek, árvák nagy bosszút vallnak, Isten szavával ők nem gondolnak, Mert jószágukban felfuvalkodtanak. Keserűségem annyi nem volna, Ha ellenségtűl nyavalyám volna, Bizony könnyebben szenvedtem volna, Magamat attól megóhattam volna. |  | De barátimnak az kit vélek volt, Nagy nyájasságom kivel együtt volt, Jó hírem-nevem tisztességem volt, Fő ellenségem most látom hogy az volt. Keserű halál szálljon fejére, Ellenségemnek ítéletére, Álnokságának büntetésére, Hitetlenségnek kijelentésére. Én pedig, Uram, hozzád kiáltok, Reggel és délben, estve könyörgök, Megszabadulást tetőled várok, Az ellenségtől mert én igen tartok. Te azért lelkem, gondolatodat, Istenben vessed bizodalmadat, Rólad elvészi minden terhedet, És meghallgatja te könyörgésedet. Igaz vagy, Uram, ítéletedben, A vérszopókat ő idejökben Te meg nem áldod szerencséjökben, Hosszú életök nem lészen a földön. Az igazakat te mind megtartod, A kegyeseket megoltalmazod, A szegényeket felmagasztalod, A kevélyeket aláhajigálod. Ha egy kevéssé megkeseríted, Az égő tűzben el-bétaszítod, Nagy hamarsággal onnét kivonszod, Nagy tisztességre ismét felemeled. Szent Dávid írta az zsoltárkönyvben, Ötvenötödik dicséretében, Melyből az hívek, keserűségben, Vigasztalásért szörzék így versekben. |

## Kotta
Più tranquillo